# Zakącie (Mazovie)
Pour les articles homonymes, voir Zakącie.
Zakącie  (prononciation : [zaˈkɔnt͡ɕe]) est un village polonais situé dans la gmina de Garwolin, au sein du powiat de Garwolin, dans la voïvodie de Mazovie, dans le centre-est de la Pologne. 
Le village se trouve à environ 11 kilomètres au sud-ouest de Garwolin, qui est le siège du powiat, et à environ 54 kilomètres au sud-est de Varsovie, la capitale du pays. 
Zakącie est une petite localité qui compte une population d'environ 120 habitants. Cette communauté rurale est caractérisée par son environnement paisible et ses paysages typiques de la région mazovienne. 
Le village, bien que modeste, joue un rôle dans le tissu rural de la voïvodie et témoigne de la culture et des traditions polonaises. Zakącie est accessible par les routes régionales, facilitant ainsi les connexions avec les localités voisines.

## Histoire
De 1975 à 1998, le village appartenait administrativement à la voïvodie de Siedlce.
L'histoire de Zakącie remonte à plusieurs siècles, ancrée dans la riche tradition rurale de la région de Mazovie. Le village a été fondé au cours du Moyen Âge, à une époque où la Pologne était en pleine expansion territoriale et démographique. Au fil des décennies, Zakącie a connu des transformations significatives, notamment à travers l'agriculture, qui a toujours été l'épine dorsale de l'économie locale. Les multiples conflits et guerres qui ont secoué la Pologne, notamment au XXe siècle, ont également marqué la communauté, laissant des traces dans la mémoire collective des habitants. Malgré ces épreuves, Zakącie a su préserver son identité culturelle, ce qui se reflète dans ses coutumes, ses fêtes et son architecture traditionnelle. Aujourd'hui, le village continue de devenir un lieu de vie pour ses habitants tout en honorant son passé, attirant ainsi l'attention des visiteurs en quête d'authenticité et de tranquillité dans le paysage mazovien.